# クラッシュ・バンディクー ニトロカート3D
『クラッシュ・バンディクー ニトロカート3D』（Crash Bandicoot Nitro Kart 3D）は、 アクティビジョン・ブリザードが2008年7月25日に発売したレースゲーム。

## 概要
クラッシュ・バンディクーシリーズ初となるスマートフォン向けの作品。
収録されているコース（12コース）は『クラッシュ・バンディクー がっちゃんこワールド』からの再録となっている。TUTORIALモードとCUPモードとSTORYモードとTIMETRIALモードがある。CUPモードでは、4つのコースで連続して競い合って、その合計ポイントで勝敗を決める『Crash of the Titans』でキャラクターデザインが大幅に修正されているが、今作では　ネオ・コルテックスなど一部のキャラクターのデザインが過去の物に戻されている。日本語でローカライズされていないので、ゲーム内は英語表記になっている。ちなみにセール時には国内のデイリーランキングで1位を獲得している。2010年6月16日には、続編である『Crash Bandicoot Nitro Kart 2』の配信が開始された。

## ストーリー
STORYモードでは、物語をミッション形式で進めていく。クラッシュたちに降参して宇宙に帰ったはずのオキサイドが戻ってきた！
しかも、コルテックスと手を組んで中国のバンブーの竹林を伐採しようとしているらしい！
噂を聞きつけたヤヤパンダは、知り合いのクラッシュたちに助けをもとめることにするが・・・

## キャラクター
- クラッシュ・バンディクー
- ココ・バンディクー
- ヤヤ・パンダ
- ポーラ
- アクアク
- ネオ・コルテックス
- エヌ・オキサイド
- リパー・ルー
- ディンゴダイル
- ウカウカ